# Clan Awaya
Le clan Awaya (粟屋氏, Awaya-shi) est un clan du Japon médiéval. Il prétendait descendre de Minamoto no Yoshimitsu.
Il était divisé en deux branches :
- le clan Awaya de Aki, au service du clan Mōri, dont Awaya Motochika était général. Il joua un rôle important dans l’extension du domaine féodal de Mōri Takamoto ;
- le clan Awaya de Wakasa, au service du clan Takeda de la même province.

Durant l'époque d'Edo, la branche de Aki continua de servir les Mori au domaine de Chōshū.

## Origines
Les premières traces du clan Awaya remontent à la guerre d'Onin, où ils apparaissent comme des administrateurs chargés de la liaison entre le gouvernement de Kyoto et le gouvernement de la province de Wakasa. Leur origine réelle est incertaine mais leurs activités et leur nom suggèrent qu'il s'agissait de commerçants. Ils s'installent progressivement à Obama, nouant de bonnes relations avec les seigneurs féodaux, et se montrant capables de lever des troupes et purent servir de vassaux.

## Membres notables
- Awaya Chikahide
- Awaya Mototaka
- Awaya Motochika